# Vincenzo Mangiacapre
Vincenzo Mangiacapre (* 17. Januar 1989 in Marcianise) ist ein italienischer Boxer im Halbweltergewicht. Er war Bronzemedaillengewinner der Olympischen Spiele 2012 im Halbweltergewicht und Achtelfinalist der Olympischen Spiele 2016 im Weltergewicht.

## Karriere
Mangiacapre ist rund 170 cm groß, Linksausleger und begann 2002 mit dem Boxen. 2006 und 2007 wurde er italienischer Juniorenmeister und erreichte in diesen beiden Jahren auch jeweils einen fünften Rang bei den Juniorenmeisterschaften der EU.
2009 wurde er italienischer Vizemeister im Weltergewicht und gewann 2010 eine Bronzemedaille bei den nationalen Meisterschaften im Halbweltergewicht. Zudem startete er bei den Europameisterschaften 2010 in Moskau, wo er gegen Gyula Káté auf einem sechsten Platz ausschied.
2011 gewann er nach Halbfinalniederlage gegen Urantschimegiin Mönch-Erdene eine Bronzemedaille beim Feliks Stamm Tournament und startete bei den Europameisterschaften 2011 in Ankara. Dort besiegte er Çetin Özdemir und diesmal auch Gyula Káté, ehe er im Halbfinale kampflos gegen Thomas Stalker ausschied und eine Bronzemedaille gewann. 2011 nahm er noch an den Weltmeisterschaften in Baku teil und erreichte mit Siegen gegen Sisira Kumarasinghe, Juan Pablo Romero, Zdeněk Chládek und diesmal auch Urantschimegiin Mönch-Erdene das Halbfinale, wo er gegen Éverton Lopes unterlag und erneut eine Bronzemedaille gewann. Er war somit für die Olympischen Spiele 2012 in London qualifiziert, wo er gegen Gyula Káté und Danijar Jeleussinow das Halbfinale erreichte, dort gegen Roniel Iglesias verlor und erneut Bronze gewann.
2013 schied er hingegen bei den Europameisterschaften in Minsk und den Mittelmeerspielen in Mersin jeweils im ersten Kampf aus. Bei den Weltmeisterschaften 2013 in Almaty schlug er Denis Lasarew und Pərviz Bağırov, ehe er gegen den späteren Weltmeister Danijar Jeleussinow auf dem fünften Rang ausschied.
2014 gewann er die EU-Meisterschaften in Sofia mit Siegen gegen Irakli Melikischwili, Evaldas Petrauskas, Dmitri Galagot und Airin Ismetow. Bei den Europaspielen 2015 in Baku unterlag er erst im Finalkampf gegen Collazo Sotomayor und gewann damit die Silbermedaille. Zuvor hatte er Kastriot Sopa, Hassan Amzile und Adem Furkan Avcı besiegt. Seine Bilanz betrug zu diesem Zeitpunkt 86 Siege bei 111 Kämpfen. Er startete daraufhin bei den Weltmeisterschaften 2015 in Doha und erreichte gegen Luis Arcón das Viertelfinale, wo er gegen Fazliddin Gʻoibnazarov unterlag.
Bei der europäischen Olympiaqualifikation 2016 in Samsun besiegte er Balázs Bácskai, Adem Fetahović und Vladimir Margaryan, womit er sich für die Olympischen Spiele 2016 in Rio de Janeiro qualifizierte. Dort schlug er in der Vorrunde Juan Pablo Romero, schied aber dann aufgrund einer Verletzung kampflos im Achtelfinale gegen Gabriel Maestre aus.
2017 nahm er an den Europameisterschaften in Charkiw teil, wo er im Viertelfinale mit 2:3 gegen Abass Baraou verlor, sich aber für die Weltmeisterschaften 2017 in Hamburg qualifizierte. Bei der WM unterlag er dann im Achtelfinale gegen Abylaichan Schüssipow.
Im Februar 2017 betrug seine Bilanz 131 Kämpfe mit 100 Siegen, 29 Niederlagen und 2 Unentschieden.
2019 nahm er an den Europaspielen in Minsk teil, wo er im Achtelfinale gegen Patriot Behrami ausschied. Bei der europäischen Olympiaqualifikation 2020 unterlag er im ersten Kampf gegen Miroslav Kapuler, bei den Weltmeisterschaften 2021 in Belgrad schied er gegen Baatarsükhiin Chinzorig aus.

## World Series of Boxing
Seit der Saison 2012/2013 kämpft Mangiacapre für Italia Thunder in der World Series of Boxing. Von bisher 16 Kämpfen konnte er 12 gewinnen.

## Profikarriere
Sein Profidebüt gewann er am 10. August 2018.